# 10332 Défi
10332 Defi (1991 JT1) là một tiểu hành tinh vành đai chính được phát hiện ngày 13 tháng 5 năm 1991 bởi Carolyn S. Shoemaker và David H. Levy ở Đài thiên văn Palomar.
Tênd for a costumed run through the streets of Montreal, Canada for a fundraising event for cancer research programs ở Montreal universities since 1990 bởi the organization Defi Corporatif Canderel.